# Préfecture de Saga
Pour les articles homonymes, voir Saga (homonymie).
La préfecture de Saga (佐賀県, Saga-ken) est située dans la partie nord-ouest de Kyūshū, au Japon.

## Histoire
Avant 1871 et la mise en place du système des préfectures, la région composée par la préfecture de Saga et la préfecture de Nagasaki était occupée par la province de Hizen. Pendant la période Edo, le clan Nabeshima dominait la région, ce qui lui vaut une célébrité mondiale grâce au Hagakure.
La région de Saga a connu très tôt la riziculture et des vestiges de rizières de cette époque ont été retrouvées aux ruines de Nabatakeiseki à Karatsu et sur le site de Yoshinogari.

## Géographie
Elle est entourée par la préfecture de Fukuoka à l'est, la préfecture de Nagasaki à l'ouest, la mer de Genkai au nord, et la mer d'Ariake au sud, où la différence entre la marée-haute et la marée-basse est d'environ six mètres.
Les autoroutes Kyushu Expressway et Trans-Kyushu Superhighway passent aux frontières de cette préfecture, lui donnant une part importante dans le réseau de transport de Kyūshū. Saga couvre une aire d'environ 2 400 km2, et a une population d'environ 880 000 habitants. La région, encore peu urbanisée, est réputée pour la beauté de ses paysages. Pour préserver cet environnement, six parcs préfectoraux et un parc quasi national ont été créés. Le climat de la préfecture de Saga est doux, avec une température moyenne d'environ 16 °C.
Les produits agricoles issus des riches terres fertiles, les produits de la pêche et les industries traditionnelles telles que la porcelaine, sont les principaux atouts de cette préfecture.
La préfecture compte 10 villes et 6 districts qui comprennent un total de 10 bourgs. La préfecture ne possède plus un seul village.

### Villes
- Imari (伊万里)
- Kanzaki (神埼)
- Karatsu (唐津)
- Kashima (鹿島)
- Ogi (小城)
- Saga (佐賀, capitale)
- Takeo (武雄)
- Taku (多久)
- Tosu (鳥栖)
- Ureshino (嬉野)

### Districts et bourgs
| - District de Fujitsu - Tara - District de Higashimatsuura - Genkai - District de Kanzaki - Yoshinogari - District de Kishima - Kōhoku - Ōmachi - Shiroishi | - District de Miyaki - Kamimine - Kiyama - Miyaki - District de Nishimatsuura - Arita |

## Symboles
- Animal : la pie, qu'on ne trouve que dans cette partie du Japon.
- Fleur : le camphre.
- Arbre : le camphrier, à Saga, on en trouve âgés de plus de 3 000 ans.
- Drapeau : noir avec une fleur de camphre en son centre.

## Culture
- Festival de montgolfière de Saga
- Légende de Jofuku
- Les sept hommes sages de Saga
- Hagakure

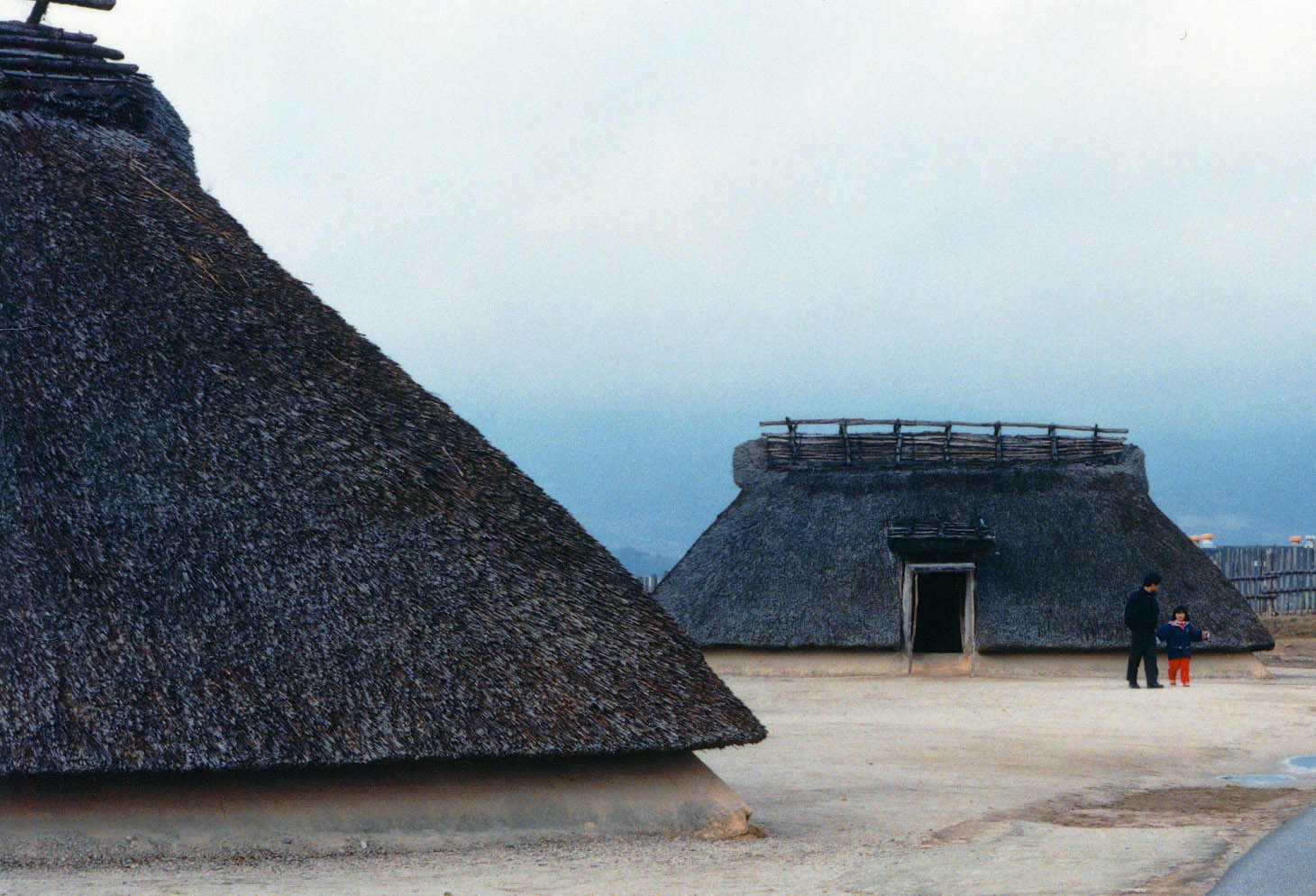
Site archéologique de Yoshinogari.

- Histoire culturelle d'échange internationale de Saga
- Ruines de Yoshinogari
- Porcelaine de Saga
- Brocart de Saga
- Furyu
- Mutsugorō
- Zombie Land Saga

## Tourisme
- Le château de Karatsu.
- Le Parc de porcelaine d'Arita

## Jumelages
La préfecture de Saga est jumelée avec les municipalités ou régions suivantes :
- Jeolla du Sud (Corée du Sud) depuis le 25 janvier 2011.